# Miguel Tankamash Mama
Miguel Tankamash Mama (* 29. Oktober 1939 in Chiguana; † 27. Oktober 2018) war ein indigener Verbandsfunktionär aus Ecuador. Er gehört der Ethnie der Shuar an.

## Werdegang
Er widmete sich der Verteidigung seiner Shuar-Brüder und der indigenen Völker des  Amazonasbecken. Er sah in der Organisation eine Möglichkeit dieser Verteidigung.
Sein Volk organisiert und frei von ungerechten kapitalistischen Manipulationen.
1964 wurde er Mitglied der Federación Shuar, deren Vorsitzender er siebenmal war. Diese erhielt in seinen Amtszeiten Radiostationen für zweisprachiges Lernen, fünf Shuar-Luftambulanzen, die Installation eines Kühlschranks mit einer Kapazität von 2,5 Metrische Tonnen Fleisch mit Unterstützung aus Deutschland und ein Sägewerk mit Unterstützung aus Italien.
Er war Gründungsmitglied der Federación Interprovincial de Centros Shuar (FICSH), Confederación de Nacionalidades Indígenas de la Amazonía Ecuatoriana (CONFENIAE) und förderte Pachakutik.
Am 16. November 1986 gehörte er zu den Gründern des CONAIE und war bis 1989 zu dessen Gründungs-Vorsitzenden gewählt.
| Vorgänger | Amt                                                | Nachfolger            |
| --------- | -------------------------------------------------- | --------------------- |
| —         | Vorsitzender des CONAIE 16. November 1986 bis 1989 | César Cristóbal Tapuy |